# Richard Saul
El Vicemariscal de l'Aire Richard Ernest Saul CB, DFC, RAF (16 d'abril de 1891 – 30 de novembre de 1965 va ser un pilot durant la I Guerra Mundial i un comandant superior de la RAF durant la Segona Guerra Mundial.
Saul va néixer a Dublín, Irlanda, el 1891. A l'inici de la I Guerra Mundial era tinent de 2a al Royal Army Service Corps; i el 1916, era Oficial de Vol (Observador) al 16è Esquadró del Royal Flying Corps.
Durant la guerra va arribar a comandar el 4t Esquadró RFC al Front Occidental; i després de l'armistici, comandà el 7è Esquadró.
Esportista nat, jugà al rugbi i al hockey per a la RAF. Va ser el Campió de la RAF de Tenis el 1928 i el 1932.
El setembre del 1933 va ser nomenat comandant del 203è Esquadró, operant a Basra (Iraq). El 1935 comandà un vol d'hidroavions del seu esquadró en un vol de llarga distància entre Plymouth a Basra.
Durant la Segona Guerra Mundial va ser comandant del Grup 13 durant la batalla d'Anglaterra, defensant el nord d'Anglaterra, Escòcia i Irlanda del Nord; el Grup 12, rellevant al Vicemriscal Trafford Leigh-Mallory al desembre de 1940; i, finalment, les Defenses Aèries de la Mediterrània Oriental.
Saul es retirà de la RAF el 29 de juny de 1944, servint com a President de la missió de l'Administració de Rescat i Rehabilitació de les Nacions Unides als Balcans. Posteriorment actuà com a vicepresident de la Comissió Internacional del Transport a Roma. Quan abandonà Roma el 1951, treballà com a director de la llibreria de la universitat de Toronto fins a jubilar-se el 1959. Richard Saul va morir el 30 de novembre de 1965.

## Historial

### Dates de promoció
Exèrcit
- Tinent de 2a – 11 de novembre de 1914
- Capità - 1 d'agost de 1915
- Major: 21 de novembre de 1917

RAF
- Major: 1 d'abril de 1918
- Cap d'Esquadró: 1 d'agost de 1919
- Comandant d'Ala: 1 de juliol de 1926
- Capità de Grup: 1 de juliol de 1933
- Comodor de l'Aire: 1 de juliol de 1937
- Vicemariscal de l'Aire: 1 de juliol de 1939

### Condecoracions
- Company del Bany – 17 de març de 1941
- Creu dels Vols Distingits – 1 de gener de 1919
- Menció als Despatxos – 11 de juliol de 1940
- Estrella de 1914-15
- Medalla Britànica de la Guerra 1914-20
- Medalla de la Victòria 1914-1918
- Estrella de 1939-45 amb Roseta
- Estrella d'Itàlia
- Medalla de la Guerra 1939-1945

 Cavaller de l'Orde de la Corona (Bèlgica) – 15 de juliol de 1919
- Creu de Guerra – 15 de juliol de 1919